# Antoni Strzelbicki
Antoni Strzelbicki (ur. 26 czerwca 1922 w Gorlicach, zm. 3 stycznia 2002 w Gdyni) – polski kapitan żeglugi wielkiej, publicysta, pisarz, reportażysta, tłumacz literatury pięknej.

## Życiorys
Syn Aleksandra Strzelbickiego, emerytowanego radcy wojewódzkiego i Zofii Bielawskiej. Pochodził z polsko-ukraińskiego rodu Strzelbickich/Strilbyćkich herbu Sas. W 1939 r. ukończył I klasę liceum humanistycznego im. B. Nowodworskiego w Krakowie i tamże w 1945 r. zdał maturę. Podczas wojny w Armii Krajowej, (pułk „Żelbet”, batalion „Baszta”, III kompania, I pluton). Od września 1945 do września 1948 r. studiował na Wydziale Nawigacyjnym Państwowej Szkoły Morskiej i od tego czasu pracował w Polskich Liniach Oceanicznych w Gdyni (od 1958 r. na stanowisku kapitana). W latach 1970–1975 w ramach kontraktu „Polservice” pracował w Nigerii jako kapitan portów Sapele, Warri i Lagos. Od 1986 r. na emeryturze. 
Popularyzator wiedzy o tematyce morskiej, autor książek popularno-historycznych, poświęconych tej tematyce. Reportaże z podróży zamieszczał m.in. w pismach: „Morze” (debiut w 1955 r.), „Ster”, „Tygodnik Morski”, „Przekrój”, „Wybrzeże”, „Horyzont”. Od 1985 r. członek gdańskiego oddziału Związku Literatów Polskich. 
Ordery, odznaczenia i nagrody: Krzyż Kawalerski Orderu Odrodzenia Polski, Krzyż Partyzancki, Medal Zwycięstwa i Wolności 1945, Odznaka Grunwaldzka, Złota Odznaka „Zasłużony Pracownik Morza”, odznaka „Zasłużony Pracownik PLO” I klasy, Medal 40-lecia Polski Ludowej.
Żonaty z Zofią Jóźwik. Mieszkał w Gdyni.

## Twórczość
- Zatopione skarby (Wydawnictwo Morskie 1970; seria: „Miniatury morskie”)
- Wraki kryją skarby (Wydawnictwo Morskie 1971; seria: „Miniatury morskie”)
- Korsarz Laffitte (Wydawnictwo Morskie 1971; seria: „Miniatury morskie”)
- Marynarski groch z kapustą (Krajowa Agencja Wydawnicza 1980; seria: „Człowiek na Morzu”)
- Jaki naprawdę był kapitan Kidd? (Krajowa Agencja Wydawnicza 1981; seria: „Człowiek na Morzu”)
- Czarne ładunki w kajdanach (Krajowa Agencja Wydawnicza 1982; seria: „Człowiek na Morzu”)
- Marynarski koktajl (Młodzieżowa Agencja Wydawnicza; 1983, ISBN 83-203-1593-X)
- Niespokojne opowieści Oceanu Spokojnego (Krajowa Agencja Wydawnicza 1985, ISBN 83-03-01085-9; seria: „Człowiek na Morzu”)
- Korsarz gubernatorem (Krajowa Agencja Wydawnicza 1989, ISBN 83-03-02400-0; seria: „Zdarzenia sensacje zagadki”)

## Przekłady
- Richard Gordon, Pan doktor na morzu (Wydawnictwo Morskie 1966)
- Richard Gordon, Kapitański stół (Wydawnictwo Morskie 1968)
- John Esquemeling (właśc. Alexandre Olivier Exquemelin), Bukanierzy amerykańscy (Wydawnictwo Morskie 1970; seria: „Seria z Fregatą”)
- Richard Gordon, Przygody pana doktora (Wydawnictwo Morskie 1975)